# Odontaspis ferox
Il cagnaccio (Odontaspis ferox) è uno squalo toro della famiglia degli Odontaspididi, che vive sulla piattaforma continentale in tutti gli oceani tropicali e subtropicali, a profondità tra i 10 e i 500 m. La sua lunghezza raggiunge i 3,6 m.
Il cagnaccio ha un corto muso appuntito, occhi piccoli, denti protundenti simili a spilli e pinne dorsale e anale delle stesse dimensioni. La prima pinna dorsale è più vicina alla pettorale delle pinne pelviche.
Vive in prossimità dei fondali delle piattaforme continentali e insulari e sulle scarpate superiori, ma qualche volta anche in acque basse. Si nutre di piccoli pesci ossei, calamari e crostacei. Usa la lunga cavità corporea e il grosso fegato oleoso per regolare la galleggiabilità.
La riproduzione è ovovivipara e gli embrioni si nutrono del sacco vitellino e delle altre uova prodotte dalla madre, così che ad ogni parto se ne trovano solitamente due. La carne è utilizzata per l'alimentazione umana, mentre il fegato presenta un alto contenuto di squalene.
La colorazione è grigia superiormente, più pallida inferiormente, e ai lati sono presenti a volte macchie rosse.

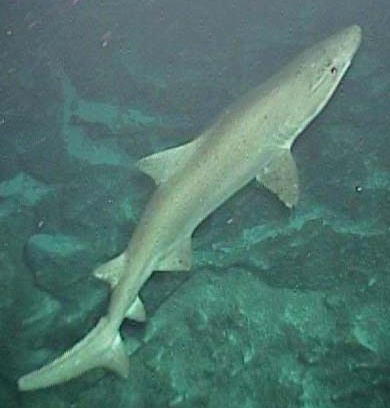